# علی ریاضی
علی‌خان ریاضی (زاده ۱۲۶۲ - درگذشته فروردین ۱۳۲۶) فرمانده نظامی و سیاستمدار اهل ایران بود. وی از افسران ژاندارمری و تحصیلکرده اروپا بود. پس از به وزارت رسیدن سپهدار اعظم به خارج اعزام شد و وابسته نظامی ایران در فرانسه شد. بعدها به ایران بازگشت و تا درجه سرلشکری نیز ارتقا پیدا کرد. پس از شهریور ۱۳۲۰ مدتی هم وزیر جنگ بود.

## تحصیلات و ژاندارمری
علی‌خان از محصلینی بود که در سال ۱۲۹۱ برای ادامه تحصیلات از طرف وزارت جنگ به اروپا اعزام شدند. وی پس از ورود به فرانسه در مدرسه مهندسی ورسای به تحصیل اشتغال ورزید و دوره مدرسه مزبور را به پایان رسانید و پس از بازگشت از اروپا وارد ژاندارمری شد. در آن زمان درجه سلطانی داشت و علاوه بر خدمات اداری، در مدرسه صاحب منصبان ژاندارمری تدریس می‌کرد. هنگامی که قرارداد ۱۹۱۹ به امضاء رسید، یک هیأت نظامی مرکب از هفت انگلیسی و هفت ایرانی (مرکب از افسران قزاقخانه و ژاندارمری) جهت تهیه مقررات اجرایی نظام به شور و تعاطی افکار نشستند. ماژور علی‌خان یکی از اعضای ایرانی هیأت بود. این هیأت ظرف سه ماه طرح مزبور را تهیه کردند اما چون پرونده قرارداد ۱۹۱۹ بسته شد، این طرح نیز از دستور کار خارج شد.

## پس از کودتای ۱۲۹۹
سید ضیاءالدین طباطبایی مدیر روزنامه رعد با صاحب منصبانی که در ژاندارمری تحصیلات اروپائی داشتند حشر و نشر داشت و از جمله بین او ماژور علی‌خان ریاضی دوستی و مودتی ایجاد شده بود. پس از کودتا که سیدضیاءالدین به رئیس‌الوزرائی رسید، علی‌خان درجه نایب سرهنگی گرفت و تحقیقاً مشیر و مشار سیدضیاء در امور ژاندارمری شد. پس از رفتن سیدضیاءالدین و تشکیل قشون متحدالشکل، کلنل ریاضی به عضویت شورای نظام درآمد که وظیفه آن تنظیم مقررات و آئین‌نامه‌های قشون بود. کمی بعد به عنوان سرپرست افسران اعزامی به خارج، به اروپا رفت و با ارتقاء به درجه سرهنگ تمامی وابسته نظامی ایران در فرانسه شد و مدتها در این مأموریت بود تا اینکه در سال ۱۳۱۵ جراید فرانسه مطالبی علیه رضاشاه انتشار دادند و روابط ایران و فرانسه قطع شد. در پی آن کلیه اعضای سفارت به تهران احضار شدند. از جمله سرهنگ ریاضی به تهران آمد و از ارتش اخراج شد. سپس ریاست اداره فرهنگ فارس را به او سپردند. کمی بعد مدیرکل باستان‌شناسی کشور شد و مجدداً در سال ۱۳۱۸ با ارتقاء به درجه سرتیپی به ارتش بازگردانیده شد و ریاست اداره مهندسی و استحکامات ارتش را به او سپردند و پس از مدت کوتاهی ریاست رکن دوم ستاد ارتش هم ضمیمه کار او شد.

## طرح استخدام سربازان پیمانی
پس از شهریور ۱۳۲۰، شورای عالی نظام که ریاضی هم عضو آن بود دو طرح تهیه و امضا کردند که اولی مشعر بود بر مرخص کردن سربازان وظیفه و طرح دوم دلالت داشت بر استخدام سربازان پیمانی. طرح دوم باعث برافروخته شدن آتش خشم رضاشاه شد به طوریکه افسران شورای عالی نظام را که امضا کنندگان طرح بودند تنبیه بدنی کرد. از جمله سرتیپ ریاضی و سرلشکر نخجوان را کتک زده و دستور داد آنها را به زندان دژبان منتقل کردند. فردای روز استعفای رضاشاه هر دو آزاد شدند.

## وزارت فرهنگ و وزارت جنگ
پس از آزادی، ریاضی به معاونت ستاد ارتش منصوب شد. پس از آنکه سرتیپ جهانبانی در دولت علی سهیلی وزیر جنگ شد، سرتیپ ریاضی را در ۲۶ اسفند ۱۳۲۰ به عنوان معاون خود به مجلس معرفی کرد. در هفدهم شهریور ۱۳۲۲ که ایران به آلمان اعلام جنگ داد و رسما در شمار متفقین درآمد، سرتیپ غلامعلی انصاری به جای او به عنوان معاون وزارت جنگ معرفی شد و سرتیپ ریاضی به ریاست ستاد ارتش رسید. در هشتم فروردین ۱۳۲۳ به عنوان وزیر فرهنگ کابینه محمد ساعد به مجلس معرفی شد و مدت کوتاهی در این سمت بود. سپس درجه سرلشکری گرفت و در سیزدهم آبان ۱۳۲۴ ابراهیم حکیمی او را به عنوان وزیر جنگ به مجلس معرفی کرد. سرلشکر ریاضی چندی هم رئیس دفتر نظامی محمدرضاشاه بود و در سال ۱۳۲۶ در سن ۶۴ سالگی درگذشت.